# Buck Adams
Buck "Backhand" Adams (nombre de nacimiento Charles Stephen Allen; 11 de noviembre de 1955 – 28 de octubre de 2008) fue un actor y director de cine para adultos estadounidense.

## Carrera
Adams era boxeador y portero de discoteca antes de entrar en la industria de la pornografía a principios de los 80, poco después de que su hermana Amber Lynn comenzara su carrera. Su debut cinematográfico como director fue Squirt de 1988. Participó en más de 700 películas como actor y dirigió unas 80 películas.
Adams había tenido problemas cardíacos en los 90. Murió el 28 de octubre de 2008 a causa de un ataque. Murió en el Northridge Hospital Medical Center de Los Ángeles. Justo antes de su muerte, había creado un estudio donde tenía la intención de producir videos para Internet.

## Premios
- 1987 Premios AVN – Mejor Actor (Video) – Rockey X[3]
- 1990 Premios XRCO – Mejor escena de sexo – The Chameleon (con Tori Welles)[4]
- 1992  Premios AVN – Mejor Actor (Cine) – Roxy[5]
- 1995 Premios AVN – Mejor Actor (Cine) – No Motive[6]
- 1995 Salón de la fama de XRCO[7]
- Salón de la fama de AVN[1]